# Julio Salas Gutiérrez
Julio Andrés Salas Gutiérrez (Viña del Mar, 5 de febrero de 1967) es un abogado y político chileno. Desde el 11 de marzo del 2022, se desempeña como subsecretario de Pesca y Acuicultura de su país, bajo el gobierno del presidente Gabriel Boric.

## Familia y estudios
Realizó sus estudios superiores en la carrera de derecho en la Pontificia Universidad Católica (PUC) entre los años 1984 y 1988. Luego, entre 1996 y 1997 cursó un magíster en gestión y políticas públicas en la Universidad de Chile. Además, cursó un diplomado en estudios políticos en esa misma casa de estudios, y una especialización en mercado y relaciones laborales, en la Universidad de Bolonia, Italia, egresando en 2005.
Está casado desde 1995 con la periodista Yasna Lewin y tienen una hija.

## Trayectoria política
Ha sido representante ministerial en directorios, consejos, comités y foros internacionales. También ha trabajo en organizaciones no gubernamentales, emprendimientos, consultorías y en docencia.
Por consiguiente, se ha desempeñado cargos en diversos ministerios de Estado. Ejerció como de jefe de la División de Relaciones Políticas del Ministerio Secretaria de la Presidencia (Segpres); subdirector y jefe del Departamento de Gestión y Desarrollo de la Dirección del Trabajo (DT), del Ministerio del Trabajo y Previsión Social; jefe de la División de Desarrollo Regional del entonces Ministerio de Planificación (Mideplan); y jefe de gabinete del ministro del Trabajo, durante el primer gobierno de Michelle Bachelet.
El 14 de marzo de 2014 fue nombrado como director nacional del Servicio Nacional de Capacitación y Empleo (Sence), en el marco del segundo gobierno de Michelle Bachelet. En esa labor, tuvo que trabajar en la implementación del programa «Más Capaz» impulsado por el gobierno anterior del presidente Sebastián Piñera, que se centraba en proveer capacitación laboral a mujeres, jóvenes y personas con discapacidad en situación vulnerable.
Sin embargo, la incorporación de algunos Organismos Técnicos de Capacitación (OTEC) fue un punto de controversia, en el cual fue partidario de excluir a aquellas con fines de lucro. Tras esta tensión, el 1 de julio del 2014 la entonces ministra del Trabajo y Previsión Social Javiera Blanco le pidió su renuncia, dado que sus agendas eran incompatibles. En su reemplazo, asumió de forma interina Pedro Goic Borojevic, hermano de la senadora Carolina Goic.
Posteriormente, explicó que su renuncia se debió a su postura crítica a inyectar más recursos públicos a algunas OTEC, sin exigírseles estándar de calidad. Un informe de investigación previo, titulado el informe Larrañaga, confirmaba esta crítica, mencionado que aquellas capacitaciones tenían bajo impacto social, puesto que se orientaban en trabajadores de altas remuneraciones en empresas grandes.
A fines de febrero de 2022 fue designado por el entonces presidente electo Gabriel Boric, como titular de la Subsecretaria de Pesca y Acuicultura, función que asumió el 11 de marzo de dicho año, con el inicio formal de la administración.

## Historial electoral

### Elecciones parlamentarias de 2021
- Elecciones parlamentarias de 2021, candidato a diputado por el distrito 8 (Cerrillos, Colina, Estación Central, Lampa, Maipú, Til Til, Pudahuel y Quilicura)[10]

| Candidato                   | Pacto                          | Partido | Votos  | %     | Resultados |
| --------------------------- | ------------------------------ | ------- | ------ | ----- | ---------- |
| Carmen Hertz Cádiz          | Apruebo Dignidad               | PCCh    | 48 806 | 10,38 | Diputada   |
| César Leiva Rubio           | Independiente (Fuera de Pacto) | Ind.    | 34 704 | 7,38  |            |
| Joaquín Lavín León          | Chile Podemos Más              | UDI     | 33 111 | 7,04  | Diputado   |
| Claudia Mix Jiménez         | Apruebo Dignidad               | COM     | 24 261 | 5,16  | Diputada   |
| Viviana Delgado Riquelme    | Partido Ecologista Verde       | PEV     | 20 036 | 4,26  | Diputada   |
| Agustín Romero Leiva        | Frente Social Cristiano        | PRCh    | 17 112 | 3,64  | Diputado   |
| Alberto Undurraga Vicuña    | Nuevo Pacto Social             | PDC     | 17 086 | 3,63  | Diputado   |
| Rocío Faúndez García        | Apruebo Dignidad               | RD      | 12 713 | 2,70  |            |
| Cristián Labbé Martínez     | Chile Podemos Más              | UDI     | 11 795 | 2,51  | Diputado   |
| Pablo Vidal Rojas           | Nuevo Pacto Social             | ILAH    | 10 711 | 2,28  |            |
| Rubén Oyarzo Figueroa       | Partido de la Gente            | PDG     | 6943   | 1,48  | Diputado   |
| Camilo Morán Bahamondes     | Chile Podemos Más              | RN      | 6719   | 1,43  |            |
| Jean Pierre Bonvallet Setti | Frente Social Cristiano        | PRCh    | 5367   | 1,14  |            |
| Julio Salas Gutiérrez       | Apruebo Dignidad               | ILYQ    | 4478   | 0,95  |            |